# Jaap Kersten
Jacobus Kersten dit Jaap Kersten, né le 10 novembre 1934 à Siebengewald (Limbourg), est un coureur cycliste néerlandais, professionnel de 1957 à 1965.

## Palmarès

### Palmarès amateur
- 1954
  - Tour des Six Provinces
  - 2e du championnat des Pays-Bas sur route amateurs
  - 2e du Circuit de Campine
- 1956
  - 3e du championnat des Pays-Bas militaires sur route

### Palmarès professionnel
- 1959
  - 3e du Circuit des régions fruitières
  - 5e du Tour des Flandres
- 1960
  - 3e du Grand Prix Fichtel & Sachs
- 1961
  - 9eb étape du Tour des Pays-Bas
  - 3e de Gand-Bruges-Anvers
- 1962
  - 2e du Tour du Hesbaye
  - 2e du Grand Prix Union Dortmund

## Résultats sur les grands tours

### Tour de France
5 participations
- 1957 : 45e
- 1958 : 44e
- 1959 : 50e
- 1960 : 45e
- 1961 : 58e

### Tour d'Italie
1 participation
- 1957 : 57e

### Tour d'Espagne
1 participation
- 1958 : abandon